# Пригода (фільм)

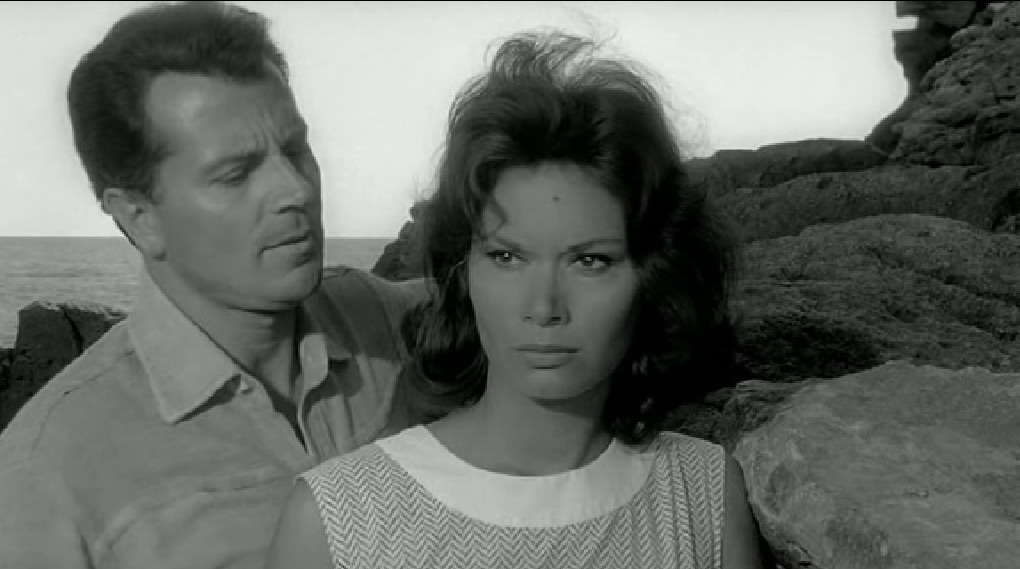
Габріеле Ферцетті (Сандро) та Леа Массарі (Анна). Кадр з фільму

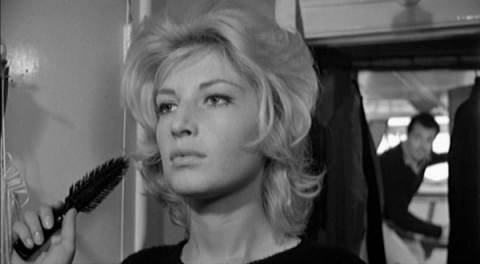
Моніка Вітті (Анна). Кадр з фільму

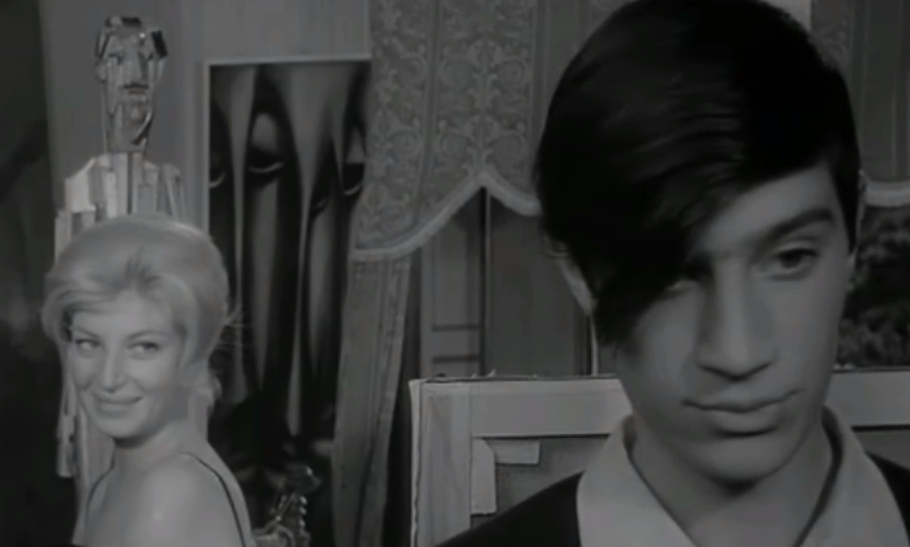
Моніка Вітті (Анна) і Джованні Петруччі (принц Гоффредо). Кадр з фільму

«Пригода» (італ. L'avventura) — італійська кінодрама режисера Мікеланджело Антоніоні, випущена 15 травня 1960 року, з Монікою Вітті і Габріеле Ферцетті у головних ролях.
«Пригода» відкриває чорно-білу «трилогію відчуження» Антоніоні. У двох інших фільмах трилогії — «Ніч» (1961) та «Затемнення» (1962) — також знялася подруга режисера, Моніка Вітті.
Фільм здобув спеціальну премію на Каннському кінофестивалі (1960), породив безліч суперечок серед глядачів і зробив Антоніоні режисером світового масштабу. Приз журі Каннського кінофестивалю 1960 року, номінація на британську премію BAFTA у категоріях найкращий фільм та найкраща іноземна акторка (Моніка Вітті).

## Сюжет
Під час круїзу Ліпарськими островами світські персонажі, що знемагають від нудьги, виявляються залученими до «пригоди». Анна (Леа Массарі), дочка відомого дипломата, зникає серед білого дня на безлюдному острові. Спочатку супутники губляться в здогадах щодо її долі, проте детективна інтрига, що намітилася, незабаром поступається місцем новим відносинам, які намагаються вибудувати коханець зниклої жінки, Сандро (Габріеле Ферцетті), і її подруга Клаудія (Моніка Вітті). Клаудія надягає на себе блузку зниклої Анни і мимоволі заміняє її у житті Сандро. Коли пам'ять про Анну остаточно згасає з їхнього життя, Клаудія виявляє зраду Сандро з повією в готелі. Наприкінці фільму вона змушена зробити нелегкий вибір щодо свого майбутнього.

## У ролях
| Габріеле Ферцетті           | ···· | Сандро           |
| Моніка Вітті                | ···· | Клаудія          |
| Леа Массарі                 | ···· | Анна             |
| Лело Луттадзі               | ···· | Раймондо         |
| Джованні Данезі             | ···· | фотограф         |
| Ренцо Річчі                 | ···· | мадам Кальметт   |
| Домінік Бланшар             | ···· | Джулія           |
| Джеймс Адамс                | ···· | Коррадо          |
| Есмеральда Русполі          | ···· | Патріція         |
| Дороті Де Польйоло          | ···· | Глорія           |
| Анджела Томазі ді Лампедуза | ···· | принцеса         |
| Джованні Петруччі           | ···· | принц Гоффредо   |
| Ренато Пінчеролі            | ···· | Цурія, журналіст |

## Знімальна група
| Режисер    | ···· | Мікеланджело Антоніоні                                                       |
| Сценарій   | ···· | Мікеланджело Антоніоні, Тоніно Гуерра, Еліо Бартоліні                        |
| Продюсер   | ···· | Раймон Хакім, Робер Хакім, Чіно Дель Дука, Лучано Перуджа, Амато Пеннасіліко |
| Оператор   | ···· | Альдо Скаварда                                                               |
| Композитор | ···· | Джованні Фуско                                                               |
| Художник   | ···· | П'єро Полетто, Адріана Берселлі                                              |
| Монтаж     | ···· | Еральдо Да Рома                                                              |

## Нова кіномова
Справжньою «пригодою» для глядача є не зникнення Анни, а невдалі спроби героїв сформувати осмислені стосунки та емоційні зв'язки. За допомогою глибоких ракурсів та ретельно збудованих мізансцен режисер революційно оновлює мову кінематографа. Екзистенційна спустошеність головних героїв, їхня непереборна відчуженість один від одного римуються з безлюдними пейзажами, в яких вміщено дію.
«Пригода» — один із кількох фільмів початку 1960-х років, які стали наріжним камінням європейського авторського кіно. Як зазначив Умберто Еко у «Відкритому творі» (1962), причинно-наслідкові зв'язки та логіка сюжетного розвитку приносяться режисером у жертву дослідженню психології героїв. Підозра, що зростає у глядача по ходу фільму, що фільм «нікуди не веде», що він того диви перетвориться на випадковий набір епізодів, схожий на емоційні, етичні та екзистенційні сумніви персонажів щодо змісту їхніх життів. У літературі наголошується, що:
| Ліві лапки | Антоніоні порушив Арістотелев принцип «зав'язка-кульмінація-розв'язка»; фізичний закон, що енергія нікуди не зникає, а перетворюється, порушив також. Як же, зникає: зникла Анна і не знайшли, і забули, що шукали | Праві лапки |

Мартін Скорсезе порівнює зникнення Анни із вбивством головної героїні у середині іншої картини 1960 року — хічкоківського «Психо». Відмінність у тому, що Антоніоні не пояснює, що з нею сталося. Як це буває в житті, його персонажі забувають одну подію і з головою занурюються в інше: «Вони пливуть життям, від одного імпульсу до іншого, і все, що з ними відбувається, виявляється лише приводом: пошуки — привід, щоб зблизитися; зближення — ще один привід, щось, що формує їхнє життя і наповнює їх хоч якимось змістом».
За словами французького письменника та сценариста Алена Роба-Ґріє, багато сцен після зникнення Анни знято так, що здається, ніби за героями хтось спостерігає, і може скластися враження, що це Анна. При цьому, коли він запитав Антоніоні, чи мав той це на увазі, Антоніоні відповів: «Звичайно ж ні, тому що до того моменту ми вже зняли сцену, в якій знаходять труп». Сцена з виявленням трупа Анни, однак, не була включена до фільму.

## Нагороди та номінації
| Премія                  | Категорія                 | Номінант               | Результат |
| ----------------------- | ------------------------- | ---------------------- | --------- |
| BAFTA                   | Найкращий фільм           | Мікеланджело Антоніоні | Номінація |
| BAFTA                   | Найкраща іноземна акторка | Моніка Вітті           | Номінація |
| Каннський кінофестиваль | «Золота пальмова гілка»   | Мікеланджело Антоніоні | Номінація |
| Каннський кінофестиваль | Приз журі                 | Мікеланджело Антоніоні | Перемога  |